# 千鳥のぼっけぇTV!
『千鳥のぼっけぇTV!』（ちどりのぼっけぇティービー）は、GAORAで放送されていた自社制作のバラエティ番組である。2006年11月1日放送開始。2012年3月18日放送終了。

## 概要
当時baseよしもとを拠点に活動していた千鳥がメインを務めていた番組。前身番組の『麒麟・千鳥の二笑流TV』は麒麟と千鳥をメインに据えていたが、麒麟がbaseよしもとを卒業することになったため、番組は2006年11月に本タイトルへと改めた。
ただし、内容は『二笑流TV』時代とは違って屋外でのロケが中心で、千鳥の2人は毎回「ぼっけぇ」（岡山弁で「すごい」を意味する言葉）ものを見つけにbaseよしもとの芸人たちと関西各地で様々な企画を遂行していた。その一方でスタジオ内での収録を行うこともあり、芸人たちによるネタ披露のコーナーはbaseよしもとの館内で行われていた。また雨天の日には、予定されていた企画をなんばグランド花月のNGKスタジオで行うこともあった。放送100回記念回（第100回・第101回）の収録はグアムで行われた。
千鳥は2008年3月にbaseよしもとを卒業したが、2人が「（番組を）もう少しやらせてほしい」と懇願したため、番組は同年4月以降も続けられた。しかし、2009年4月以降は月に1回の放送となり、以来GAORAの同時間帯では毎月最終水曜 22:30 - 23:30に本番組が、それ以外の週には『銀シャリのbaseベイベー』が放送されるようになった。
2009年10月9日からは、GAORAの関連会社である毎日放送でも『よしもとバラエティ』枠内で遅れネットで放送。12月11日からは前述の『銀シャリのbaseベイベー』も同枠内で放送されるようになったため、毎週このどちらかが放送されていた、同枠は2012年3月をもって廃枠となっている。

## 出演者
- 大悟（千鳥）
- ノブ（千鳥）
- ほか、baseよしもとで活動する芸人多数

## 番組内容

### メイン企画
『二笑流TV』とは打って変わって、baseよしもとを飛び出してのロケ企画をメインにしていた。当日の放送で一番面白かったと認定したシーンは、番組最後の「本日のBEST of ぼっけぇ」のコーナーで紹介していた。それらは、携帯電話向けの公式サイトからダウンロードして楽しむことも可能だった。
ぼっけぇ ネタの祭典
ロケではなく、全編baseよしもとの舞台上で芸人たちがネタを披露していた企画。「Best of ぼっけぇ」も舞台上での一発芸から選んでいた。
ぼっけぇお笑いトーナメント
この企画もbaseよしもとの舞台上で行われていた。base芸人がエントリーして与えられたお題をトーナメント形式の対戦方式でこなし、優勝を争っていた。勝敗は舞台下の3名の審査員がジャッジし、負けた芸人はその場から即退場という厳しいルールがあった。

### その他のコーナー
『二笑流TV』でいう「個別企画」のようなコーナーも存在する。こちらはロケ以外にもbaseよしもとで収録したものもあった。
ノブ・ハヤカワのぼっけぇエンターテイナー
baseよしもとの芸人たちが普段表で見せない「裏パフォーマンス」を披露するコーナー。パフォーマンス前のトークではそれにまつわるエピソードなどを話していたが、トーク内容とは全く関係ないパフォーマンスの場合もある。
大悟亭
『二笑流TV』から引き続き行われていた企画で、同様にダイアンの津田篤宏が自宅で美味しい料理を振舞っていた。2006年に津田が結婚したため、収録現場が夫婦の新居に変わっていることと、ゲストで登場するbaseよしもとの芸人たちが食材を持参してその食材を調理すること以外は、『二笑流TV』時代とほぼ同じ内容となっている。

## スタッフ
- ナレーション：稲垣早希
- 構成：寺本覚、和田義浩、稲見周平、大海家持、石塚麻里亜、藤井直樹
- CAM：袖垣竜也（トラッシュ）、脇阪祐司（トラッシュ）
- AUD：本城宣昭
- EED：橋爪真也（トラッシュ編集室）
- MA：木村冬樹（キャロット）
- 音効：大鳥洋一
- デザイン：渕野由美
- 制作協力：ゾフィープロダクツ、トラッシュ、アンカー、CARROT、侍
- AD：田上佳世、野堀高大
- ディレクター：藤原真美
- AP：大東加佳
- プロデューサー：坂本和正、橋本雄一
- 制作著作：GAORA、吉本興業

## 放送局
ここでの時刻表記はすべて日本時間とする。編成次第では放送日時が変更になる場合あり。
| 放送地域   | 放送局   | 系列    | 放送期間                      | 放送日時                                                                                  | 備考                                                               |
| ---------- | -------- | ------- | ----------------------------- | ----------------------------------------------------------------------------------------- | ------------------------------------------------------------------ |
| 日本全域   | GAORA    | CS放送  | 2006年11月1日 - 2012年3月18日 | 毎週水曜 22:00 - 23:00 （2009年3月25日まで） 最終水曜 22:30 - 23:30 （2009年4月29日以降） | 製作局                                                             |
| 近畿広域圏 | 毎日放送 | TBS系列 | 2009年10月9日 - 2012年5月6日  | 隔週金曜 26:20 - 27:20                                                                    | 『よしもとバラエティ』枠 『銀シャリの5upベイベー』と隔週交替で放送 |